# Eremorhax
Eremorhax es un género de arácnido  del orden Solifugae de la familia Eremobatidae.

## Especies
Las especies de este género son:
- Eremorhax arenus (Brookhart & Muma, 1987)
- Eremorhax joshui (Brookhart & Muma, 1987)
- Eremorhax latus Muma, 1951
- Eremorhax magnellus (Brookhart & Muma, 1987)
- Eremorhax magnus (Hancock, 1888)
- Eremorhax mumai Brookhart, 1972
- Eremorhax pimanus (Brookhart & Muma, 1987)
- Eremorhax puebloensis Brookhart, 1965
- Eremorhax pulcher Muma, 1963
- Eremorhax tuttlei (Brookhart & Muma, 1987)